# Max d’Ollone
Max d’Ollone, właśc. Maximilien Paul Marie Félix d’Ollone (ur. 13 czerwca 1875 w Besançon, zm. 15 maja 1959 w Paryżu) – francuski kompozytor i krytyk muzyczny.

## Życiorys
Studiował w Konserwatorium Paryskim u Alberta Lavignaca, Jules’a Masseneta i Charles’a Lenepveu. W 1897 roku zdobył Prix de Rome za kantatę Frédégonde. Prowadził aktywną działalność jako dyrygent. Był wykładowcą École normale de musique i Konserwatorium Paryskiego. W latach 1931–1942 sprawował funkcję inspektora szkół muzycznych. Od 1942 do 1944 roku dyrygował paryską Opéra-Comique. Został odznaczony Legią Honorową.

## Twórczość
Był autorem 5 oper: Le Retour (wyst. Angers 1913), Les Uns et les autres (wyst. Paryż 1922), L’Arlequin (wyst. Paryż 1924), George Dandin (wyst. Paryż 1930) i La Samaritaine (wyst. 1937). W pierwszych dwóch operach, w okresie fascynacji symbolizmem, koncentrował się na przeżyciach postaci scenicznych. Dwie kolejne opery mają charakter komiczny, ostatnia ma natomiast charakter oratorium opartego na tematyce biblijnej. Ponadto skomponował m.in. Fantaisie na fortepian i orkiestrę (1899), Dans la cathédrale na orkiestrę (1906) i szereg utworów kameralnych. Instrumentalna twórczość d’Ollone’a odznacza się bogactwem barw i precyzyjną instrumentacją.
Opublikował prace Le langage musical (Paryż–Genewa 1952) i Le Théâtre lyrique et le public (Paryż 1955).